# Poker en 2002
Cet article résume les événements liés au monde du poker en 2002.

## Tournois majeurs

### World Series of Poker 2002
Cette édition voit l'introduction de mini-caméras permettant, lors des transmissions télévisées (en différé), de révéler les cartes privées des joueurs.
Robert Varkonyi remporte le Main Event.
Phil Ivey remporte trois bracelets.

### World Poker Tour Saison 1
| Étape                            | Vainqueur          |
| -------------------------------- | ------------------ |
| Five Diamond World Poker Classic | Gus Hansen         |
| Legends of Poker                 | Chris Karagulleyan |
| Costa Rica Classic               | Jose Rosenkrantz   |
| Gold Rush                        | Paul Darden        |
| World Poker Finals               | Howard Lederer     |

### Australian Poker Championships 2002
John Maver remporte le Main Event.

## Poker Hall of Fame
Lyle Berman et Johnny Chan sont intronisés.